# Hieracium longipilum
Hieracium longipilum ist eine Pflanzenart aus der Gattung der Habichtskräuter (Hieracium) innerhalb der Familie der Korbblütler (Asteraceae). Sie kommt im östlichen und zentralen Nordamerika vor.

## Beschreibung

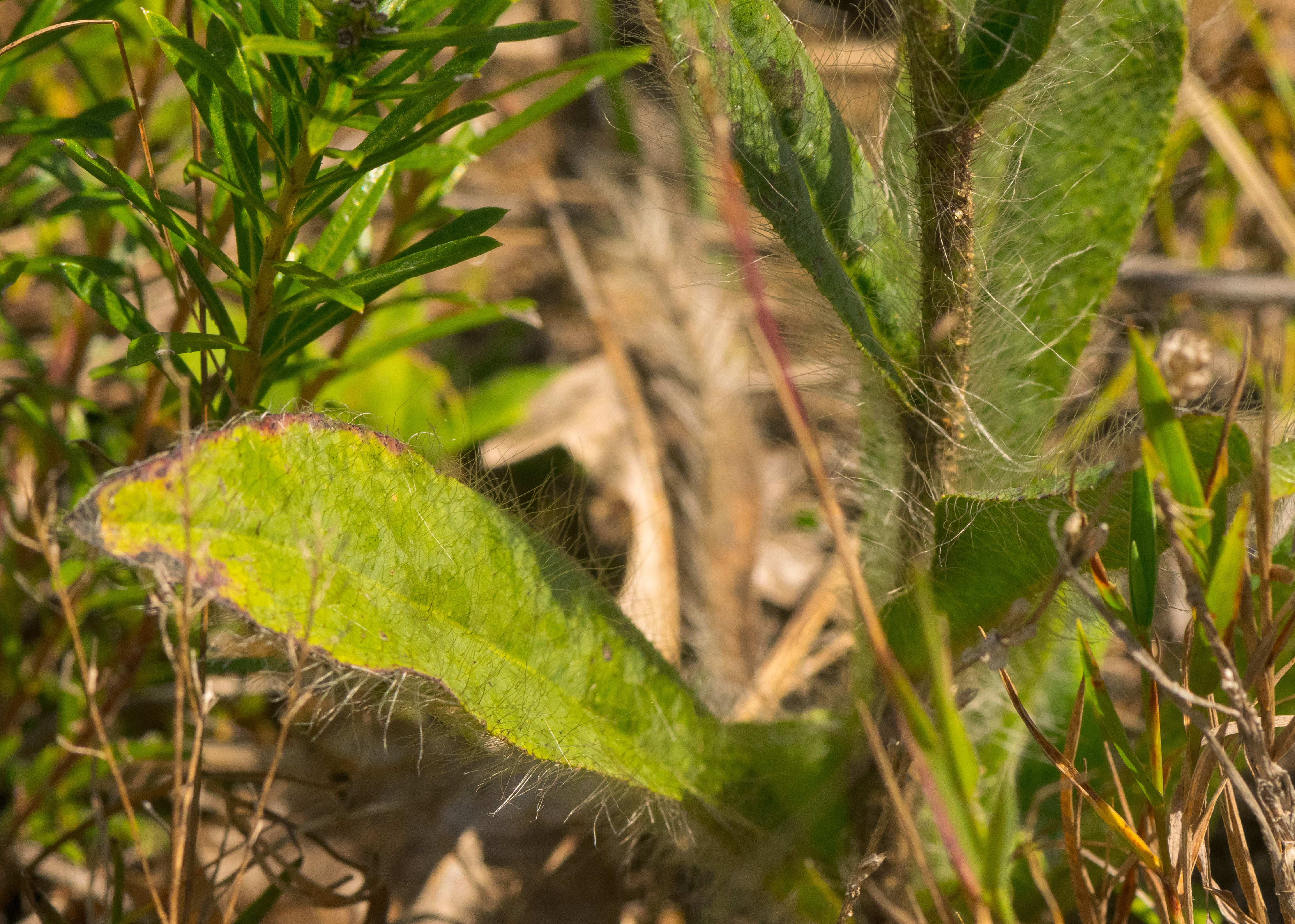
Detailaufnahme der Blätter mit der Behaarung

### Vegetative Merkmale
Hieracium longipilum ist eine ausdauernde krautige Pflanze, die Wuchshöhen von 30 bis 75 Zentimetern, gelegentlich auch bis zu 200 Zentimetern, erreicht. Die Stängel sind meist mit feinen und rauen 0,3 bis 1,5 Zentimeter langen Haaren besetzt, gelegentlich auch sternförmig behaart und haben eine rau behaarte Basis.
An der Stängelbasis befinden sich drei bis acht, gelegentlich auch mehr grundständige Laubblätter, während sich am Stängel drei bis zwölf oder auch mehr Laubblätter befinden. Die Blattspreite ist bei einer Länge von 4,5 bis 25 Zentimetern sowie einer Breite von 1,2 bis 4 Zentimetern verkehrt-lanzettlich mit keilförmiger Spreitenbasis und runder oder spitz zulaufender Spreitenspitze. Die Spreitenränder sind ganzrandig. Die Blattunterseite ist genauso wie die Blattoberseite mit 0,3 bis 0,8 Zentimeter langen, feinen und rauen Haaren besetzt.

### Generative Merkmale
Die Blütezeit erstreckt sich von Juli bis in den September hinein. Der rispigen bis annähernd traubigen Gesamtblütenstand enthält meist 10 bis 20 oder mehr körbchenförmige Teilblütenstände. Der Blütenstandsschaft ist mit sternartigen sowie mit drüsigen und gestielten, gelegentlich auch feinen und rauen Haaren besetzt. Das bei einem Durchmesser von 0,6 bis 1 Zentimetern glockenförmige Involucrum enthält 12 bis 21, gelegentlich auch mehr an der Unterseite drüsig und sternartig behaarte Hüllblätter mit zugespitzten Spitzen. Die Blütenkörbchen enthalten 30 bis 60 Zungenblüten. Die gelben Zungenblüten sind rund 0,7 Zentimeter lang.
Die Achänen sind bei einer Länge von 0,3 bis 0,4 Zentimetern krugförmig. Der Pappus besteht aus 35 bis 40 oder mehr strohfarbenen oder schmutzig weißen Borstenhaaren, welche 0,55 bis 0,65 Zentimeter lang sind.

## Vorkommen
Das natürliche Verbreitungsgebiet von Hieracium longipilum befindet sich im östlichen und zentralen Nordamerika. In den Vereinigten Staaten umfasst es dabei die Bundesstaaten Arkansas, Illinois, Indiana, Iowa, Kansas, Kentucky, Louisiana, Michigan, Minnesota, Nebraska, Ohio, Oklahoma, Tennessee, Texas und Wisconsin. In Kanada umfasst das Verbreitungsgebiet die Provinz Ontario, während die Vorkommen in Québec möglicherweise erloschen sind.
Hieracium longipilum gedeiht in Höhenlagen von 100 bis 400 Metern wo sie in Feldern und der Prärie sowie entlang von Wegen wächst.

## Taxonomie
Die Erstbeschreibung als Hieracium longipilum erfolgte 1833 durch John Torrey in William Jackson Hookers Flora Boreali-Americana, Band 1, Seite 298.